# Anarthrophyllum rigidum
Anarthrophyllum rigidum es una especie de plantas de planta fanerógama perteneciente a la familia Fabaceae. Es originaria de Argentina y Chile

## Taxonomía
Anarthrophyllum rigidum fue descrita por (Gillies ex Hook. & Arn.) Hieron.  y publicado en Boletín de la Academia Nacional de Ciencias, Córdoba, Argentina 3: 340. 1879.
Sinonimia
- Anarthrophyllum brevistipula Phil.
- Anarthrophyllum negeri Chodat & Wilczek
- Anarthrophyllum rigidum var. toninii (Kuntze) Speg.
- Anarthrophyllum toninii Kuntze
- Genista rigida Hook. & Arn.[2]